# انتظار، مذهب اعتراض
انتظار، مذهبِ اعتراض سخنرانیِ علی شریعتی به تاریخِ ۸ آبانِ ۱۳۵۰ در حسینیه ارشاد است.

## متن
این گفتار به صورتِ کتابی مستقل و سالِ ۱۳۶۰ به صورتِ فصلی از جلدِ ۱۹ مجموعهٔ آثارِ شریعتی (حسین وارث آدم) منتشر شد.

## نظریه
طبقِ این نظریه انتظارِ منجیِ موعود ملازمِ اعتراض به وضعِ موجود است و اگر کسی منتظر است، به این معناست که از وضعِ موجود خرسند نیست و در جهتِ بهتر شدنِ آن می‌کوشد. بنابراین انتظار از یک سو انگیزه‌ای برای حرکت به سوی کمال است و از سوی دیگر نوعی امید به آینده (ایجاد وضعیت کمال مطلق هنگام ظهور منجی) را در ذهن فرد منتظر القا می‌کند.
پرویز اذکایی اشاره کرده که این فکر از گذشته‌های دور در ایران بوده است.